# Backbreaker
 (septembre 2008).
Si vous disposez d'ouvrages ou d'articles de référence ou si vous connaissez des sites web de qualité traitant du thème abordé ici, merci de compléter l'article en donnant les références utiles à sa vérifiabilité et en les liant à la section « Notes et références ».

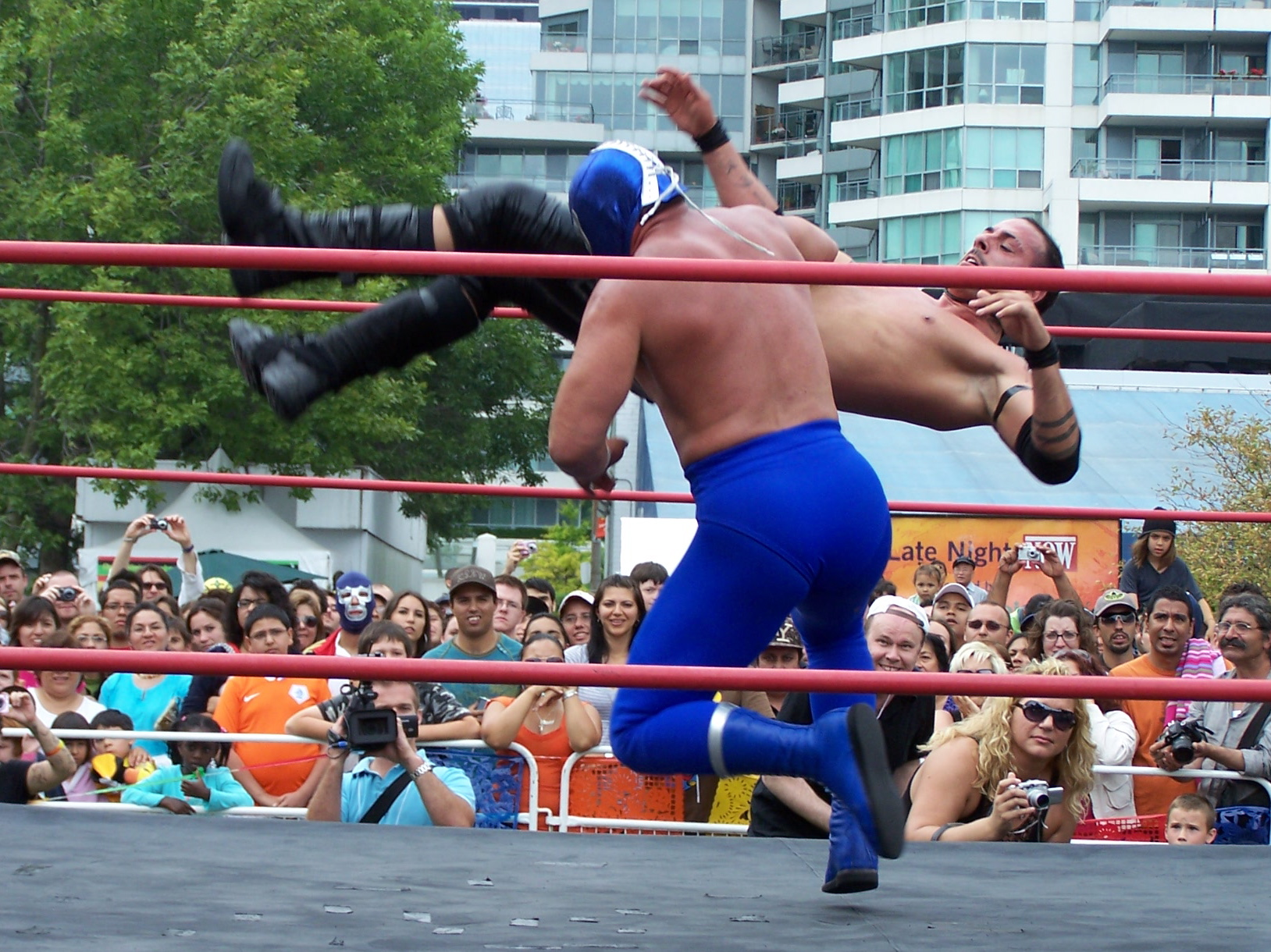
Catcheur exécutant un backbreaker.

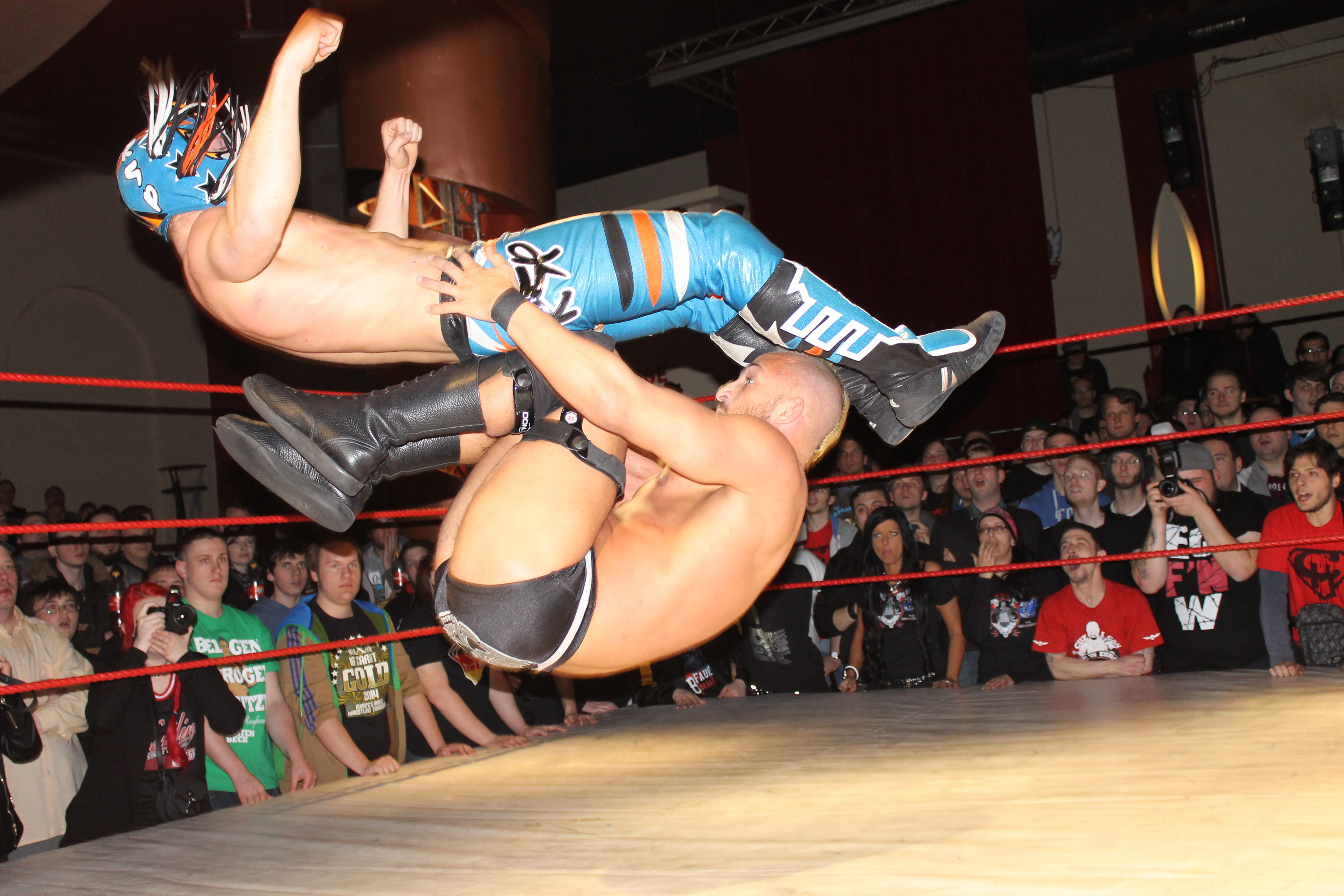

Un Backbreaker est un mouvement de catch qui consiste à claquer le dos d'une personne sur n'importe quelle partie du corps notamment le genou.

## Variantes

### Argentine backbreaker rack

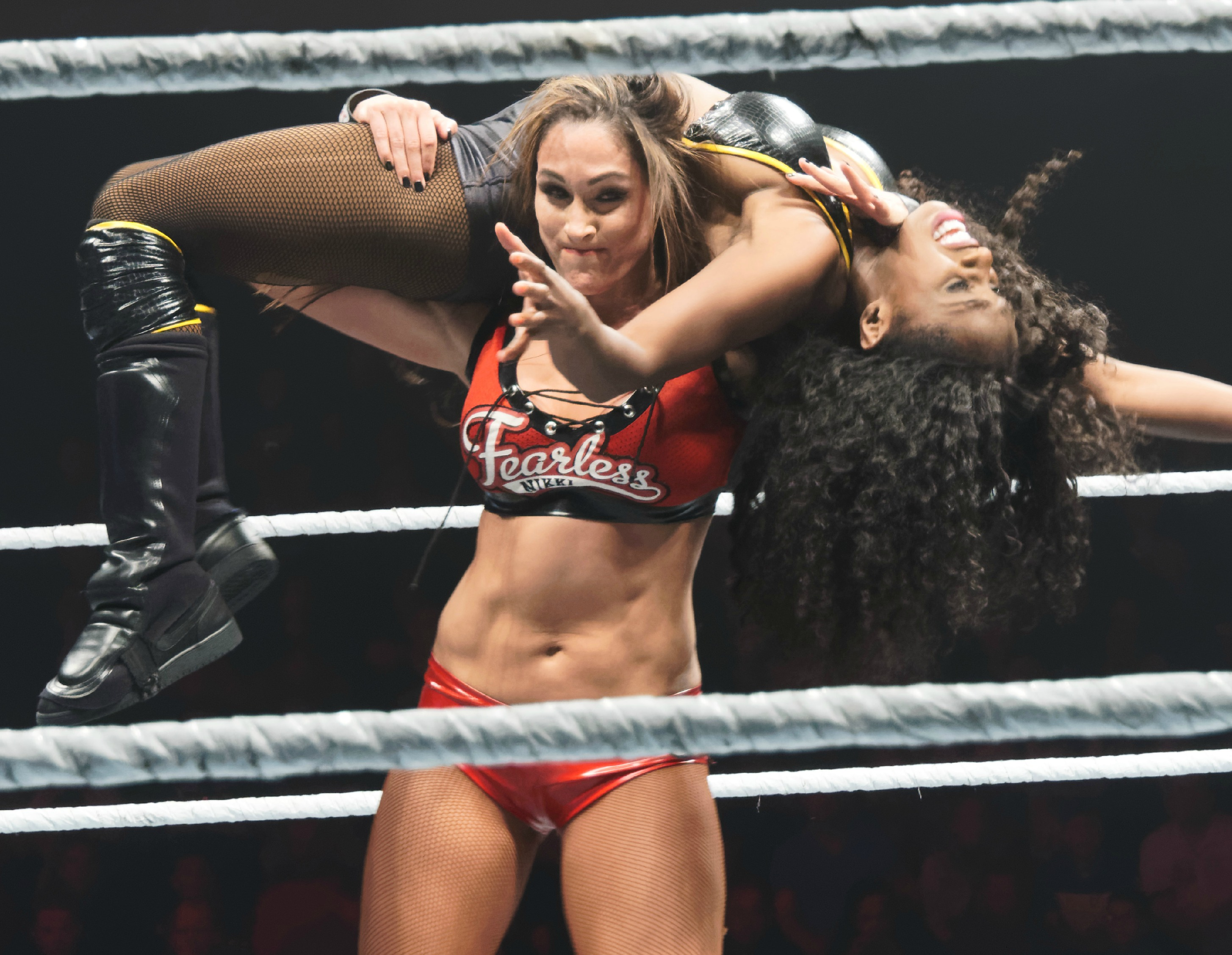
Nikki Bella faisant le Nikki Rack Attack

Le corps de l'adversaire est placé sur le dos et les épaules de l'attaquant, une main tient la tête et l'autre tient la jambe tout en tirant vers le bas avec ses bras pour causer la douleur au dos. Elle a notamment été popularisée par Lex Luger, Manabu Nakanishi et Sherri Martel.
Cette prise de soumission a donné naissance à l'Argentine backbreaker drop, où l'attaquant place son adversaire en Argentine backbreaker rack, puis il tombe assis ou agenouillé pour conduire le dos de son adversaire sur les épaules. Abyss, notamment l'utilise comme un de ses prises de finition. C'est le Shock Treatment. Ezekiel Jackson utilise aussi cette prise qu'il nomme Domination Rack et l'utilise comme prise de finition. Cette prise est aussi utilisée par Nikki Bella  comme prise de finition et qu'elle nomme  "Nikki Rack Attack". Depuis peu, Erick Rowan l'utilise comme prise de finition.

### Backbreaker drop
C'est une prise où un attaquant prend un adversaire dans une prise de soumission du dos et tombe sur ses genoux ou assis, conduisant le dos de l'adversaire sur les épaules.

### Belly to back suplex backbreaker
L'attaquant se place derrière son adversaire, il le prend en belly to back suplex et lorsque l'adversaire est en l'air, il le fait tourner horizontalement puis l'attaquant le fait chuter, forçant le dos de ce dernier à s'écraser sur son genou de l'attaquant.

### Canadian backbreaker rack
L'attaquant et son adversaire sont face à face, l'attaquant le penche en avant, entoure le corps de celui-ci avec les bras, le soulève sur son épaule et avec ses bras, il les enfonce contre le corps, écrasant le dos de l'adversaire contre l'épaule de l'attaquant.
Cette prise de soumission a donné naissance au Canadian backbreaker drop, où l'attaquant place son adversaire en Canadian backbreaker rack, puis il tombe assis ou agenouillé pour conduire le dos de son adversaire sur l'épaule.

### Catapult Backbreaker
Prise qui consiste à appliquer à son adversaire la catapult (slingshot) près des cordes pour qu'il puisse bondir à l'aide des cordes et retomber directement sur les deux genoux de son adversaire. Cette prise avait été utilisée en équipe par la DX ou encore par Justin Gabriel et Heath Slater. Elle est aussi utilisée par Goldust.

### Chokeslam backbreaker
La prise se déroule comme un chokeslam, mais au lieu de projeter le dos de l'adversaire directement par terre, l'attaquant le projette sur son genou. Cette prise est fréquemment utilisée par Baron Corbin

### Cobra clutch backbreaker
L'attaquant porte un cobra clutch à son adversaire, il le soulève en l'air et le tourne horizontalement pour projeter le dos de ce dernier sur le genou de l'attaquant. Certains catcheurs ne lâchent pas la prise, car ils la maintiennent. En effet, la prise peut tout de suite se transformer en prise de soumission: le cobra clutch à l'adversaire sur le genou. The Big Show a popularisé cette prise durant la période où il catchait à l'ECW.

### Double knee backbreaker
Cette prise a été innovée par un catcheur indy, Chi Chi Cruz, qui l'a appelé Cruz Control, et aussi Lung Blower. Cette prise voit un attaquant se tenir derrière son adversaire, il lui porte alors un chin rear lock ou alors attrape les épaules de l'adversaire, puis il saute pour placer ses deux genoux contre le dos de l'adversaire avant de chuter en arrière, forçant le dos à s'écraser sur les genoux. Carlito, et plus récemment Primo et Epico exécutent cette prise comme prise de finition nommée Backstabber.
Alberto Del Rio utilise aussi cette prise.Sasha Banks aussi, mais elle, elle enchaîne ensuite d'un Crossface. Elle le nomme le Banks Statement.

### Double underhook backbreaker
L'attaquant applique un double underhook à son adversaire pour placer l'adversaire sur son épaule, puis de chuter par terre dans une position assise ou agenouillée conduisant le dos sur l'épaule. C'est une des prises favorite des catcheurs CM Punk et Chris Jericho.

### Half Nelson backbreaker
L'attaquant prend son adversaire en Half Nelson, le soulève en l'air avant de le projeter sur le genou.

### Inverted facelock backbreaker
L'attaquant prend son adversaire en inverted facelock, le tire en arrière en se penchant pour le soulever, exécute un quart de tour et écrase son dos sur son genou. L'utilisateur le plus connu est Christian.

### Inverted headlock Backbreaker
L'attaquant applique un headlock en arrière puis claque la tête de son adversaire sur son dos. Randy Orton est l'utilisateur le plus connu on peut également considéré cette prise comme un neckbreaker (d'où le nom de Combo backbreaker/neckbreaker parfois utilisé).

### Mat backbreaker
L'attaquant commence comme pour un mat slam, mais écrase le dos sur son genou. Si l'attaquant attrape l'adversaire par les cheveux, la prise se nomme alors Hair-pull backbreaker.

### Pendulum backbreaker
Le catcheur commence comme pour un Sidewalk slam et au lieu de l'écraser directement par terre, il écrase le dos de l'adversaire sur son genou.
La prise peut également être transformée en prise de soumission. L'attaquant place son adversaire horizontalement sur son genou, il met sa main sur le menton de l'adversaire, l'autre main sur la jambe et pousse en même temps pour causer une douleur au dos.

### Russian legsweep backbreaker
Cette variation Backbreaker voit le lutteur debout à côté de l'adversaire et légèrement derrière lui. Puis, il enroule ses bras autour de son adversaire dos au cou, puis à partir du point, il attrape le cou de l'adversaire, il force l'adversaire au sol dans un style Russian Leg Sweep  et étend simultanément un genou. Les résultats manœuvre dans le cou de l'adversaire ou le dos d'être projeté contre le genou du lutteur

### Side slam backbreaker
L'action se déroule comme un side slam, mais au lieu de projeter directement l'adversaire par terre, l'attaquant le projette sur son genou. C'est l'une des prises de finition de Sheamus, qu'il nomme Irish Curse.
Il existe une variation, le Swinging side slam backbreaker, où l'action se déroule comme un swinging side slam, mais au lieu de projeter directement l'adversaire par terre, l'attaquant le projette sur son genou.

### STO backbreaker
L'attaquant prend son adversaire en STO, mais au lieu de le projeter directement par terre, il projette le dos de son adversaire sur son genou. Utilisé par Shane McMahon.

### Tilt-a-whirl backbreaker
L'attaquant prend un adversaire qui court en tilt-a-whirl et écrase le dos de l'adversaire sur le genou cette prise est souvent utilisée par Alicia Fox, Alberto Del Rio ou CM Punk.

### Schmidt Backbreaker
L'attaquant porte son adversaire de façon horizontale, ventre contre ventre, avant de l'écraser sur son genou.